# Jean-Pierre Chambon (linguiste)
Pour les articles homonymes, voir Chambon.
Pour le poète, voir Jean-Pierre Chambon.
Jean-Pierre Chambon, né le 20 juin 1952 à Clermont-Ferrand, est un linguiste français.
Enseignant à l'université Paris IV Sorbonne, romaniste et philologue, il est spécialiste des parlers gallo-romans et plus particulièrement de la langue occitane et de ses différentes variétés (ancien occitan, nord-occitan, etc.). Au sein de cette discipline il est tout particulièrement spécialisé dans la lexicologie, la littérature mais aussi la toponymie romane.
C'est également un des principaux spécialistes de l'occitan en Auvergne.

## Biographie
Il a été président de la Société de linguistique romane, vice-président de l'Association internationale d'études occitanes, et membre des comités de rédaction de la Revue de linguistique romane, de la Revue des langues romanes, d’Estudis Romànics et de la Nouvelle Revue d’onomastique.
Il dirige à partir de 2001 le Centre d'enseignement et de recherche d'oc, de l'université de Paris-Sorbonne (Paris IV), où il est professeur et détient la chaire de Linguistique romane et de langue et littérature d’oc.
Il accède à l'éméritat en 2019.

## Travaux
Auteur de nombreux livres et articles qui font référence désormais en linguistique historique, il est connu pour avoir introduit en linguistique romane de nouveaux concepts méthodologiques, reposant notamment sur la reconstitution du proto-roman, travaux qui ont inspiré l'école du DÉRom : Dictionnaire Étymologique Roman.

## Distinctions
Il a reçu en 1985 le prix Albert-Dauzat décerné par la Société de linguistique romane, en 1991 la médaille de bronze du CNRS, et en 2018 le prix Honoré-Chavée de l'Académie des inscriptions et belles-lettres.
En 2019, il est fait docteur honoris causa de l'université de Liège.

## Ouvrages
- Méthodes de recherche en linguistique et en philologie romanes, Éditions de Linguistique et de Philologie (Société de Linguistique Romane), Strasbourg, 2017[8].
- Les noms de lieux antiques et tardo-antiques d'Augustonemetum-Clermont-Ferrand (avec Emmanuel Grélois), Société de Linguistique Romane, Strasbourg, 2008.
- Französisches Etymologisches Wörterbuch. Eine Darstellung des galloromanischen Sprachschatzes von W. von Wartburg, t. XXV, publié par J.-P. Chambon 1985-1992, par J.-P. Chauveau 1996-2002, Bâle, 1970-2002 ; t. XXII (1re partie), Matériaux d’origine inconnue ou incertaine, publié par Margaretha Hoffert 1976, par J.-P. Chambon 1986-1990, par J.-P. Chauveau 1997, Bâle, 1976-1997.
- Études sur les régionalismes du français, en Auvergne et ailleurs, Paris, Klincksieck et CNRS, 1999  (ISBN 2-252-03257-X), [lire en ligne][9]
- Mélanges sur les variétés du français de France, d’hier et d’aujourd’hui, I, Paris, Klincksieck, 1994 (en coll. avec C. Michel et P. Rézeau).